# Okres Pelhřimov
Okres Pelhřimov je okresem v kraji Vysočina. Jeho dřívějším sídlem bylo město Pelhřimov.
Okres je vymezen správními obvody obcí s rozšířenou působností Humpolec, Pacov a Pelhřimov.
V rámci kraje sousedí na severovýchodě s okresem Havlíčkův Brod a na jihovýchodě s okresem Jihlava. Dále pak sousedí na severozápadě s okresem Benešov Středočeského kraje a na západě a jihu s okresy Tábor a Jindřichův Hradec Jihočeského kraje.

## Struktura povrchu
K 31. prosinci 2023 měl okres celkovou plochu 1 290,06 km², z toho:
- 60,48 % zemědělských pozemků, které z 75,29 % tvoří orná půda (45,53 % rozlohy okresu)
- 39,52 % ostatní pozemky, z toho 77,01 % lesy (30,43 % rozlohy okresu)

## Demografické údaje
Data k 1.1.2021:
| Popis          | Celkem | Ženy           | Muži           |
| -------------- | ------ | -------------- | -------------- |
| počet obyvatel | 72 298 | 36 258 50,15 % | 36 040 49,85 % |
| průměrný věk   | 43,8   | 45,1           | 42,4           |

- hustota zalidnění: 56,04 ob./km²
- 63,81 % obyvatel žije ve městech

### Největší města
| Město              | Počet obyvatel k 1.1.2021 |
| ------------------ | ------------------------- |
| Pelhřimov          | 16 012                    |
| Humpolec           | 10 975                    |
| Pacov              | 4 667                     |
| Kamenice nad Lipou | 3 742                     |
| Žirovnice          | 2 920                     |
| Počátky            | 2 518                     |
| Horní Cerekev      | 1 836                     |

### Školství
(2003)
| Druh školy                                                | Počet škol |
| --------------------------------------------------------- | ---------- |
| Mateřské školy                                            | 42         |
| Základní školy                                            | 29         |
| Gymnázia                                                  | 3          |
| Střední odborné školy (technické, ekonomické, zemědělské) | 4          |
| Střední odborná učiliště                                  | 5          |
| Vyšší odborné školy                                       | 1          |

### Zdravotnictví
(2003)
| Lékaři                          | 220 |
| Nemocnice                       | 1   |
| Specializovaná léčebná zařízení | 4   |
| Zubní lékaři                    | 32  |
| Lékárny                         | 18  |

### Zdroj
- Český statistický úřad

## Silniční doprava
Okresem prochází dálnice D1 a silnice I. třídy I/19 a I/34.
Silnice II. třídy jsou II/112, II/124, II/128, II/129, II/130, II/132, II/133, II/134, II/135, II/136, II/150, II/347, II/348, II/409, II/523, II/602 a II/639.

## Železniční doprava
Okresem prochází železniční tratě : Havlíčkův Brod – Veselí nad Lužnicí, Havlíčkův Brod – Humpolec, Jindřichův Hradec – Obrataň, Tábor – Horní Cerekev. 

## Seznam obcí a jejich částí
Města jsou uvedena tučně, městyse kurzívou, části obcí malým písmem.
Arneštovice •
Bácovice •
Bělá •
Bohdalín •
Bořetice •
Bořetín •
Božejov (Nová Ves) •
Bratřice (Cetule) •
Budíkov (Malý Budíkov • Pusté Lhotsko) •
Buřenice (Babice • Kyjov • Radějov) •
Bystrá •
Cetoraz •
Čáslavsko (Jelenov • Kopaniny • Skočidolovice • Štědrovice) •
Častrov (Ctiboř • Jakubín • Metánov • Pelec • Perky) •
Čejov (Hadina) •
Čelistná •
Černov •
Černovice (Benešov • Dobešov • Panské Mlýny • Rytov • Střítež • Svatava • Vackov • Vlkosovice) •
Červená Řečice (Milotičky • Popelištná • Těchoraz • Zmišovice) •
Čížkov •
Dehtáře (Milotice • Onšovice • Vadčice) •
Dobrá Voda (Letny • Rohovka) •
Dobrá Voda u Pacova •
Dubovice •
Důl (Nová Ves) •
Eš •
Hojanovice •
Hojovice •
Horní Cerekev (Hříběcí • Chrástov • Těšenov • Turovka) •
Horní Rápotice •
Horní Ves •
Hořepník (Březina • Mašovice • Vítovice) •
Hořice (Děkančice • Hroznětice) •
Humpolec (Brunka • Hněvkovice • Kletečná • Krasoňov • Lhotka • Petrovice • Plačkov • Rozkoš • Světlice • Světlický Dvůr • Vilémov) •
Chýstovice (Jedlina) •
Chyšná •
Jankov •
Ježov •
Jiřice (Močidla • Speřice) •
Kaliště (Háj • Holušice • Podivice • Staré Hutě) •
Kámen (Nízká Lhota • Nový Dvůr) •
Kamenice nad Lipou (Antonka • Březí • Gabrielka • Johanka • Nová Ves • Pravíkov • Vodná) •
Kejžlice •
Koberovice (Lísky • Lohenice) •
Kojčice •
Komorovice •
Košetice (Nová Ves) •
Krasíkovice •
Křeč •
Křelovice (Číhovice • Jiřičky • Poříčí) •
Křešín (Blažnov • Čeněnice • Kramolín • Mohelnice) •
Leskovice •
Lesná •
Lhota-Vlasenice (Lhota • Vlasenice) •
Libkova Voda •
Lidmaň (Bohutín • Hojava • Lidmaňka) •
Litohošť •
Lukavec (Bezděkov • Týmova Ves • Velká Ves) •
Martinice u Onšova (Skoranovice) •
Mezilesí (Holýšov • Zelená Ves) •
Mezná (Vratišov) •
Mladé Bříště (Hojkovy • Záhoří) •
Mnich (Dvořiště • Chválkov • Mirotín • Rutov) •
Moraveč •
Mysletín •
Nová Buková •
Nová Cerekev (Částkovice • Chmelná • Markvarec • Myslov • Proseč-Obořiště • Stanovice) •
Nový Rychnov (Čejkov • Chaloupky • Křemešník • Řeženčice • Sázava • Trsov) •
Obrataň (Bezděčín • Hrobská Zahrádka • Moudrov • Šimpach • Sudkův Důl • Údolí • Vintířov) •
Olešná (Chválov • Plevnice • Řemenov) •
Ondřejov •
Onšov (Chlovy • Těškovice) •
Pacov (Bedřichov • Jetřichovec • Roučkovice • Velká Rovná • Zhoř) •
Pavlov •
Pelhřimov (Benátky • Bitětice • Čakovice • Hodějovice • Houserovka • Chvojnov • Janovice • Jelcovy Lhotky • Kocourovy Lhotky • Lešov • Lipice • Myslotín • Nemojov • Ostrovec • Pejškov • Pobistrýce • Radětín • Radňov • Rybníček • Skrýšov • Služátky • Starý Pelhřimov • Strměchy • Útěchovičky • Vlásenice • Vlásenice-Drbohlavy) •
Píšť (Vranice) •
Počátky (Heřmaneč • Horní Vilímeč • Léskovec • Prostý • Vesce) •
Polesí •
Pošná (Nesvačily • Proseč • Zahrádka) •
Proseč •
Proseč pod Křemešníkem •
Putimov •
Rodinov •
Rovná •
Rynárec •
Řečice (Bystrá • Křepiny • Záběhlice) •
Salačova Lhota (Malá Černá • Velká Černá) •
Samšín (Přáslavice) •
Sedlice •
Senožaty (Nečice • Otavožaty • Tukleky) •
Staré Bříště (Vlčí Hory) •
Stojčín •
Střítež (Bor • Krumvald) •
Střítež pod Křemešníkem •
Svépravice •
Syrov •
Těchobuz •
Těmice (Babín • Drahoňov • Dráchov • Knížata • Nový Drahoňov) •
Ústrašín •
Útěchovice pod Stražištěm •
Útěchovice •
Útěchovičky •
Včelnička •
Velká Chyška •
Velký Rybník •
Veselá •
Věžná (Brná) •
Vojslavice •
Vokov •
Vyklantice (Kateřinky • Nové Vyklantice • Nový Smrdov • Petrovsko • Staré Vyklantice • Starý Smrdov) •
Vyskytná (Branišov • Sedliště) •
Vysoká Lhota •
Vystrkov •
Zachotín (Častonín • Petrkov) •
Zajíčkov (Rovná) •
Zhořec •
Zlátenka •
Želiv (Bolechov • Brtná • Lhotice • Lískovice • Miletín • Vitice • Vřesník) •
Žirov •
Žirovnice (Cholunná • Litkovice • Štítné • Stranná • Vlčetín)

## Řeky
- Bělá
- Kamenice
- Trnava
- Želivka
- Žirovnice